# کازموپالیتن لاس وگاس
کازموپالیتن لاس وگاس (به انگلیسی: Cosmopolitan of Las Vegas) نام یک هتل کازینو در شهر لاس وگاس در آمریکا است.
در بدو تاسیس و افتتاح، مالک این هتل، مالک نشریه معروف کازموپالیتن بوده است. سپس به بلک‌استون و سپس به اقامتگاه‌های بین‌المللی ام‌جی‌ام فروخته شد.
این پروژه به لحاظ ساخت با پروژه سیتی سنتر ام جی ام همزمان بوده‌است ولی ربطی به آن نداشته و مالکیت و اداره آن نیز کاملاً مجزا انجام می‌گیرد.

## نگارخانه

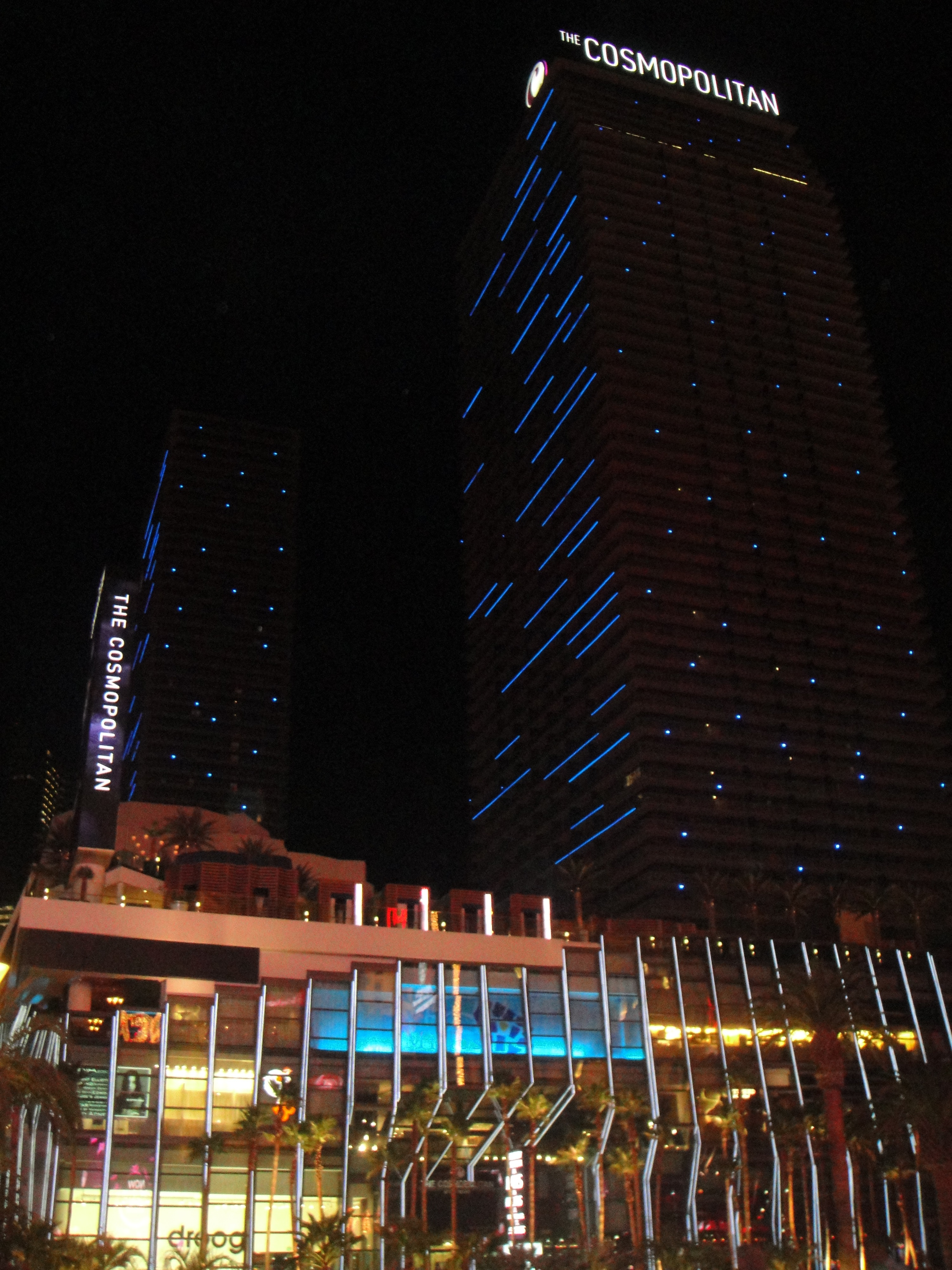
Night view from the east side.
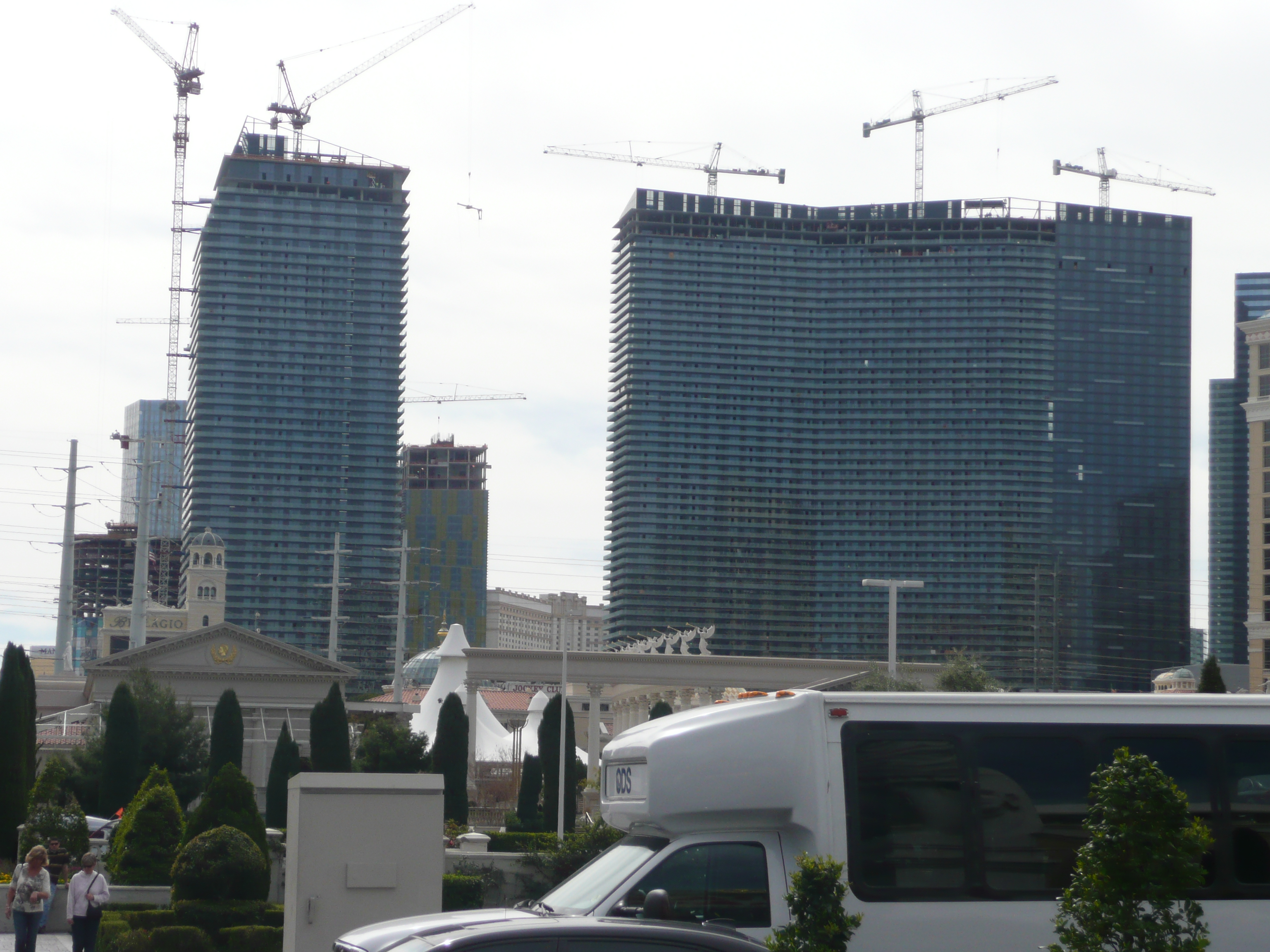
<!--Cosmopolitan construction as seen from سیزارز پالاس
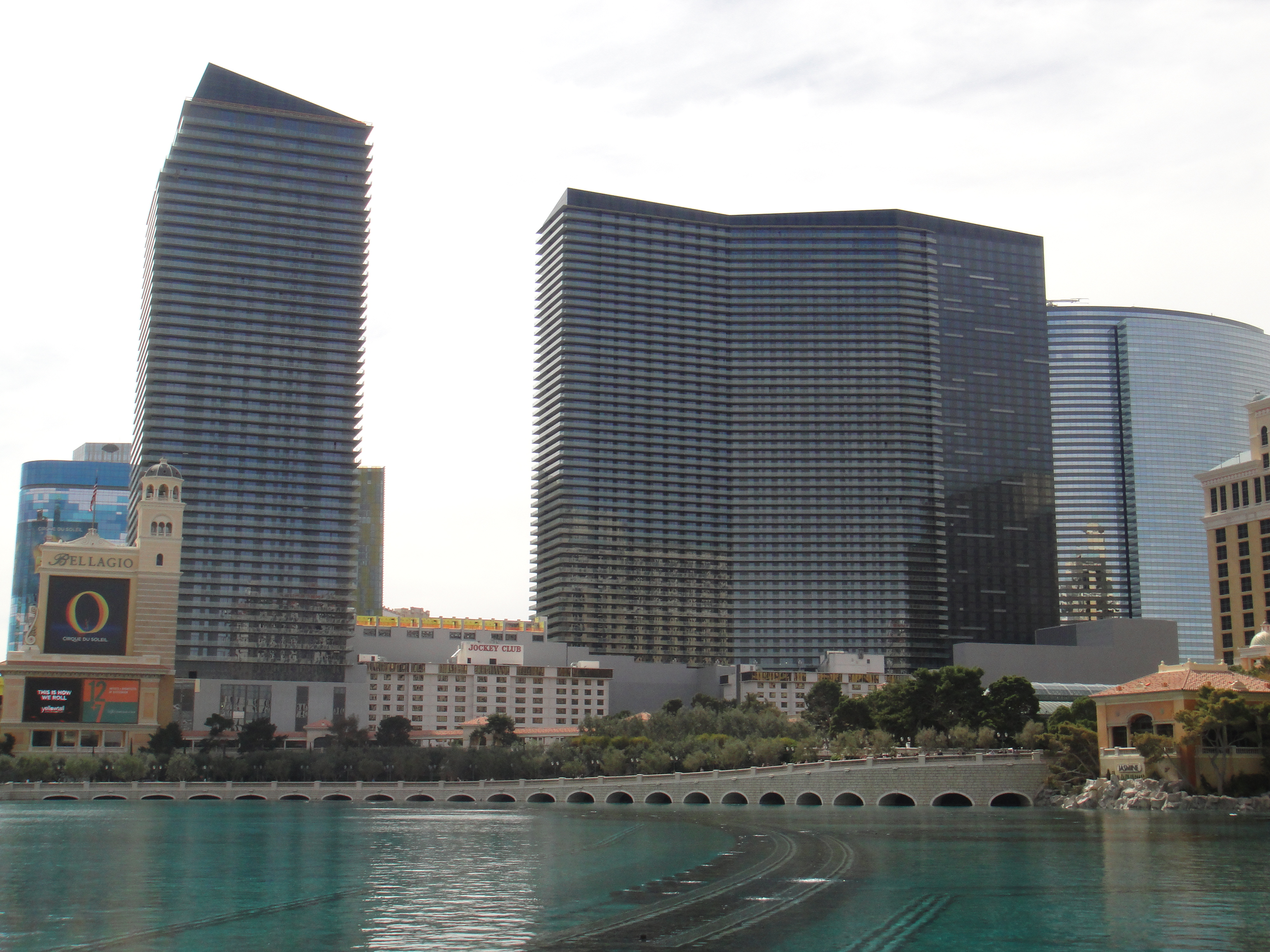
<!--The Cosmopolitan nearing completion in March 2010
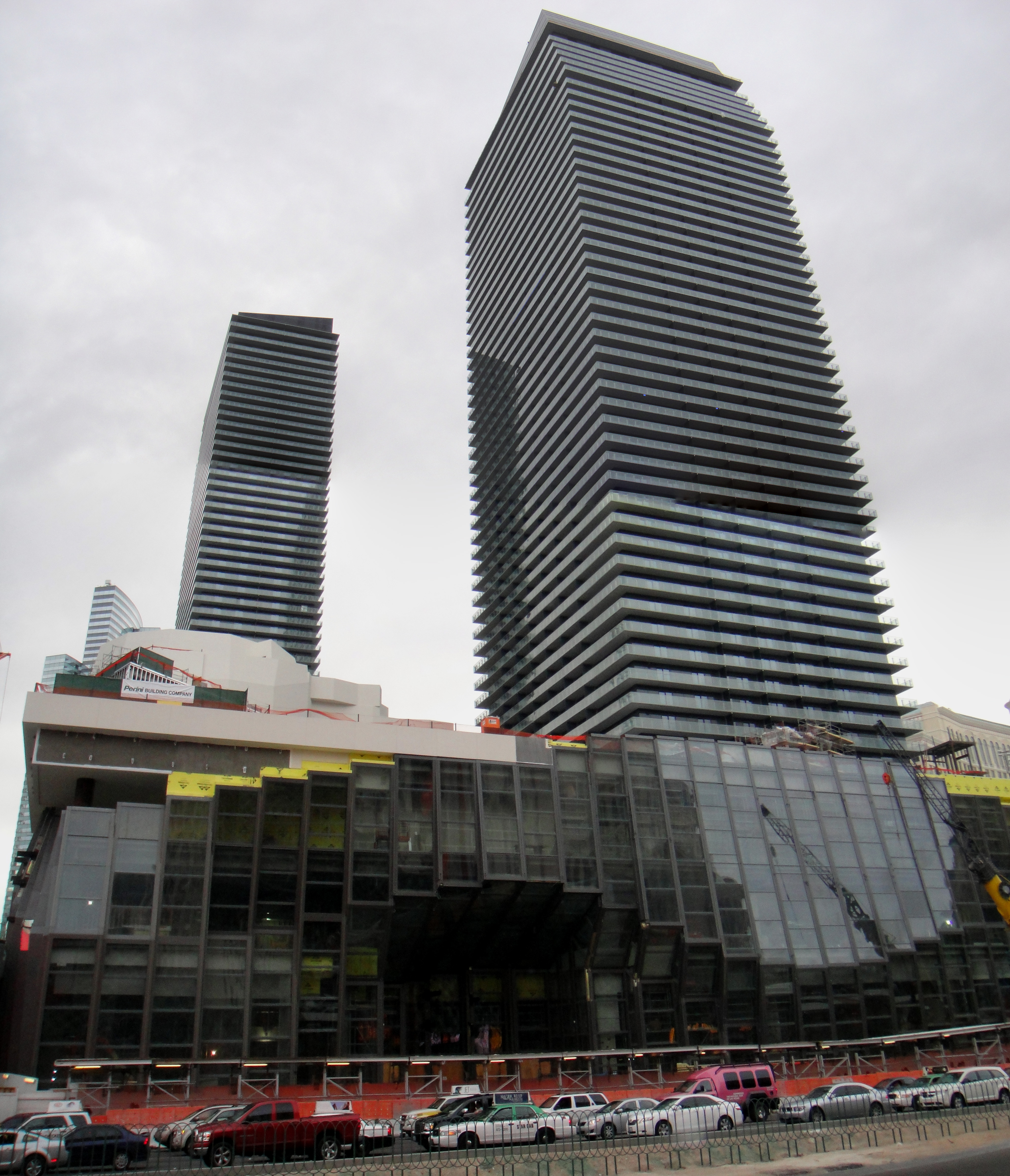
<!--The street front view from across the Strip
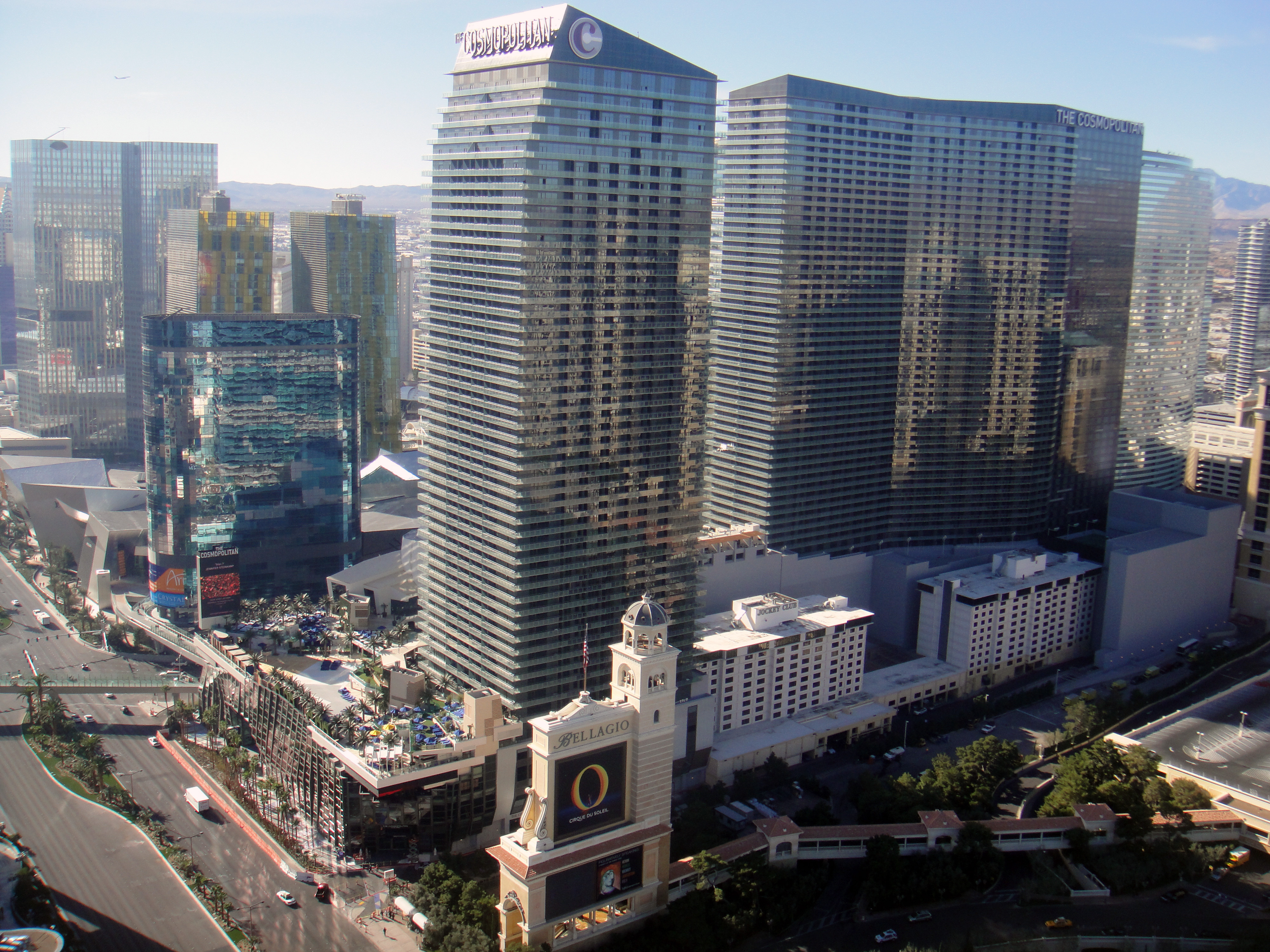
<!--Viewed from the Eiffel Tower